# Maciej Kisiel
Maciej (Matjasz) Kisiel herbu Namiot – stolnik czernihowski w latach 1641–1647.
Protegowany brata stryjecznego Adama.
Był uczestnikiem ekspedycji pruskiej 1626 roku.
Wyznawca prawosławia.